# Sphodrus
Sphodrus — род жужелиц из подсемейства Platyninae.

## Описание
Задние вертлуги заострены, у самцов вытянуты в шип.
Любят влажные темные места. Не опасны.

## Систематика
В составе рода:
- Sphodrus leucophthalmus Linne, 1758
- Sphodrus trochanteribus Mateu, 1990